# Ветошкин, Геннадий Васильевич
Геннадий Васильевич Ветошкин (11 ноября 1901 года в Вологодской губернии — 4 декабря 1978 года в Архангельске) — советский государственный деятель, председатель Президиума Верховного Совета Коми АССР (1938—1945), глава правительства Коми АССР (1945—1947).
С 1925 — в ВКП(б), в 1927 году окончил педагогический техникум в Усть-Сысольске (в настоящее время — Сыктывкаре), позже работал как педагог. В 1931—1935 году учился в Московском педагогическом институте, в 1935—1936 годах был директором Института повышения квалификации кадров народного образования. В 1936—1937 гг. — главный редактор государственного издательства Коми АССР, в 1937—1938 гг. — начальник отдела пропаганды и агитации Коми областного комитета ВКП(б).
С 26 июля 1938 года по 9 февраля 1945 года — Председатель Президиума Верховного Совета Коми АССР. 
С 9 февраля 1945 года по март 1947 года — Председатель Совета Народных Комиссаров/Совета Министров Коми АССР.
Позже работал в экономических учреждениях в Якутской АССР и Архангельской области.

## Награды
- Орден Ленина (1947)
- Орден Трудового Красного Знамени (1945)
- Орден Отечественной Войны 2-й степени (1945)
- Орден Красной Звезды (1943)